# إيتشن عباس
إيتشن عباس؛ هي قرية تقع على نهر إيتشن على بعد حوالي 4 أميال (6.4 كم) شمال شرق وينشستر في هامبشاير ، إنجلترا. القرية جزء من أبرشية وادي إيتشن المدينة.
يمر خط أنابيب نفط رئيسي من هامبل إلى ألدرماستون عبر إيتشن عباس.

## كنيسة الرعية
كانت كنيسة أبرشية كنسية إنجلترا للقديس يوحنا المعمدان في الأصل نورمان وتحتفظ بمدخل تورمان أصلي وقوس مذبح. أعيد بناء سانت جون في عام 1867 وفقا لتصميم إحياء نورماندي من قبل المهندس المعماري ويليام كولز. إنها كنيسة فكتورية ساحرة ذات سقف مقبب أسطواني. فقدت الكنسية جميع التجهيزات الفيكتورية المتبقية عندما أعيد ترتيبها في عام 2009؛ استبدلت المقاعد بكراسي قابلة للتكديس، والأرضية الأصلية مغطاة بالسجاد، تاركة الكنيسة بداخلها الصوتي ضعيف للغاية، والداخلية اللطيفة إلى حد ما.

## تاريخ
تم ذكر إيتشن عباس في أغنية هامبشاير الشعبية "أفينجتون بوند" على أنها المكان الذى دفع فيه بناة البركة أجورهم. تم منحهم أموالهم في المنزل العام للمحراث.
آبي هاوس، على بعد 0.5 ميل (800 مترا) شمال شرق القرية، هو منزل ريفي مدرجمن الدرجة الثنية مكون من خمسة خلجان وطابقين تم بناؤه عام 1693. كان في الأصل بيت قسيس، وقد تم تغييره في القرن التاسع عشر.
افتتحت سكة حديد ألتون وألريسفورد ووينشستر محطة سكة حديد إيتشن عباس في عام 1865. أغلقت السكك الحديدية البريطانية الخط والمحطة في عام 1973.
كان تشارلز كينجسلي زائرا منظما لإيتشن عباس . كانت القرية والنهر مصدر إلهام لإعداد روايته أطفال الماء.
القرية هي موقع كوخ الصيد للسير إدوارد جراي ، حيث أمضى ليلة 3 أغسطس 1914 قبل أن يسافر إلى لندن للإعلان عن دخول المملكة المتحدة في الحرب العالمية الأولى.